# Hilde Mollier
Hilde Mollier, verheiratete Barkhausen (* 22. Juni 1876 in Triest; † 1967) war eine deutsche Physikerin.

## Leben
Hilde Mollier war die Tochter des Direktors einer Schiffswerft und einer Maschinenfabrik in Triest, Eduard Mollier, und von dessen Frau Armine, geb. von Dyck. Sie besuchte die Volks- und Bürgerschule in Triest, ab 1892 erhielt sie Privatunterricht. 1897 zog sie mit ihrer Familie von Triest nach München. Dort besuchte sie eine Mathematische Sonderklasse in einem Privatgymnasium.
Als erste Frau durfte sie ab 1901 an der Technischen Hochschule München Physik-Vorlesungen besuchen. Von 1905 bis 1909 war sie dort wissenschaftliche Mitarbeiterin im Laboratorium für Technische Physik, in dem man in erster Linie Dampfdrücke erforschte. 1909 wurde ein Antrag, nachträglich Abitur zu machen, den sie in Bremen stellte, abgelehnt. Im gleichen Jahr heiratete Hilde Mollier den Physiker Heinrich Barkhausen. Zwischen 1910 und 1915 verfasste Mollier weitere Arbeiten über Dampfdrücke. Daneben übersetzte sie verschiedene physikalische Werke ins Deutsche. Eine ihrer beiden Töchter, Marlene Honrath-Barkhausen, wurde später Diplom-Physikerin.

## Veröffentlichungen
- Dampfdruck von wässrigen Ammoniaklösungen. In: Wilhelm Nusselt: Die Wärmeleitfähigkeit von Wärmeisolierstoffen. Springer, Berlin 1909 (Mitteilungen über Forschungsarbeiten auf dem Gebiete des Ingenieurwesens, insbesondere aus den Laboratorien der technischen Hochschulen; 63 und 64).
- Lösungswärme von Ammoniak in Wasser. In: Wilhelm Nusselt: Die Wärmeleitfähigkeit von Wärmeisolierstoffen. Springer, Berlin 1909 (Mitteilungen über Forschungsarbeiten auf dem Gebiete des Ingenieurwesens, insbesondere aus den Laboratorien der technischen Hochschulen; 63 und 64).
- Über die spezifische Wärme c p des überhitzten Wasserdampfes für Drucke bis 8 Atmosphären und Temperaturen von 350° C. bis 550° C. Verlag der Königlich Bayerischen Akademie der Wissenschaften, Münchn 1910 (Sitzungsberichte der Bayerischen Akademie der Wissenschaften zu München, Mathematisch-Physikalische Klasse; 1910, Abh. 1).
- Übersetzung aus dem Englischen: Oliver Lodge: Der Weltäther. Friedr. Vieweg & Sohn, Braunschweig 1911 (Die Wissenschaft; 41).
- Übersetzung aus dem Englischen: Maxwell, James Clerk Maxwell: Auszüge aus James Clerk Maxwells Elektrizität und Magnetismus. Vieweg, Braunschweig 1915.